# Mops
Mops (Lesson, 1842) è un genere di pipistrelli della famiglia dei Molossidi.

## Descrizione

### Dimensioni
Al genere Mops appartengono pipistrelli di piccole e grandi dimensioni, con lunghezza della testa e del corpo tra 52 e 121 mm, la lunghezza dell'avambraccio tra 29 e 66 mm, la lunghezza della coda tra 34 e 56 mm e un peso fino a 64 g.

### Caratteristiche craniche e dentarie
Il cranio è robusto, con il rostro molto corto ed allo stesso livello della scatola cranica. La mandibola è robusta. Tra gli incisivi inferiori è talvolta presente un'apertura palatale poco larga e profonda. Il terzo premolare superiore è assente oppure ben sviluppato. L'ultimo molare superiore ha un numero ridotto di cuspidi.

Sono caratterizzati dalla seguente formula dentaria:

### Aspetto
Il corpo è robusto. Le parti dorsali possono essere marroni scure, rossastre o nerastre, mentre le parti ventrali sono più chiare e in alcune specie sono presenti delle macchie bianche. Il muso è allungato, appuntito ma mai eccessivamente appiattito, il labbro superiore è ricoperto di diverse pieghe cutanee. Le orecchie sono grandi ed unite anteriormente da una membrana a forma di V alla cui base è solitamente posta una tasca dalla quale fuoriesce un ciuffo di peli. Il trago è solitamente piccolo e nascosto dietro l'antitrago sempre ben sviluppato e semi-circolare. Le ali sono lunghe, strette e con la punta allargata. La coda è lunga, tozza e si estende per più della metà oltre l'uropatagio.

## Distribuzione
Il genere è diffuso nell'Africa subsahariana, in Madagascar e nell'Ecozona orientale.

## Tassonomia
Il genere comprende 16 specie.
- Sottogenere Mops - L'apertura palatale tra gli incisivi superiori è assente o poco sviluppata.
  - Mops condylurus
  - Mops congicus
  - Mops demonstrator
  - Mops leucostigma
  - Mops midas
  - Mops mops
  - Mops niangarae
  - Mops niveiventer
  - Mops sarasinorum
  - Mops trevori
- Sottogenere Xiphonycteris  - L'apertura palatale tra gli incisivi superiori è profonda.
  - Mops bakarii
  - Mops brachypterus
  - Mops nanulus
  - Mops petersoni
  - Mops spurrelli
  - Mops thersites